# Mathías Vidangossy
Mathias Vidangossy, född 25 maj 1987, är en chilensk fotbollsspelare som spelar för Deportes Valdivia. Han spelar både som offensiv mittfältare och som anfallare.
Vidangossy debuterade i det chilenska landslaget 2006.